# Moira von Wright
Moira Johanna von Wright, född 23 december 1957 i Helsingfors, är en finländsk och svensk professor och forskare i pedagogik, som från 2019 till 2021 var rektor för Åbo Akademi. Hon tvingades lämna rektorsposten i november 2021, efter att styrelsen avskedat henne med hänvisning till samarbetssvårigheter med universitetskollegiet. Från 2010 till 2016 var hon rektor för Södertörns högskola. Hon är som forskare främst verksam inom fältet pedagogisk filosofi, med tyngdpunkt på frågor kring intersubjektivitet och lärande.

## Biografi
von Wright gick i skola i Åbo och genomgick lärarutbildning samt blev filosofie magister vid Helsingfors universitet. 1993 flyttade hon till Stockholm där hon undervisade och forskade vid Lärarhögskolan. År 2000 disputerade hon vid Stockholms universitet. Hon avlade docentexamen vid Helsingfors universitets beteendevetenskapliga fakultet år 2003. 2004 började hon arbeta vid Örebro universitet där hon 2007 blev professor i pedagogik och 2008 blev prorektor. von Wright har varit verksam som professor II vid Humanioratsudier i pedagogik vid Universitetet i Oslo 2007–2009, samt som forskare vid the Von Hügel Institute vid Cambridge, under samma period. Hon har även ingått i styrgruppen för den VR-finansierade forskarskolan Filosofiska studier av pedagogiska relationer (2010–2016) Moira von Wright var rektor för Södertörns högskola under perioden 2010–2016. Hon var även ordförande i Stockholms Akademiska Forum (2012–2015), och ledamot i bl.a. regeringens Forskningsdelegation och Utbildningsvetenskapliga råd under sin rektorsperiod.
von Wright har flera förtroendeuppdrag nationellt och internationellt bl.a. som ledamot i styrelsen för Arcada University of Applied Science i Helsingfors, och i Östersjöstiftelsens styrelse (2016–2019)
Då hon den 11 februari 2010 utnämndes av regeringen till rektor för Södertörns högskola och efterträdare till Ingela Josefson, med ett förordnande från 1 juli 2010 till 30 juni 2016.  uppstod en nätdebatt om naturvetenskapssyn, med anledning av Sören Holsts och Olle Häggströms kritik av en rapport om jämställdhet i läromedel, som von Wright skrivit inom ramen för ett omfattande projekt om jämställdhet i läromedel under ledning av professor Staffan Selander Skolverket 1998.

## Publikationer i urval
- Silence in the Asymmetry of Educational Relations (2012)[13]
- Platsens pedagogik (2011)
- Om undran inför mattan: pedagogisk-filosofiska undersökningar i om delaktighet i skolan (2011).
- Vad eller vem?: en pedagogisk rekonstruktion av G. H. Meads teori om människors intersubjektivitet (2000)